# Salts als Jocs Olímpics d'estiu de 1928 - Palanca de 10 metres femenina
El salt de palanca de 10 metres femenina fou una de les quatre proves de salts que es disputà dins el programa dels Jocs Olímpics d'Amsterdam del 1928. La prova es va disputar el 10 i 11 d'agost de 1928. Hi van prendre part 17 saltadores de 8 països diferents.

## Medallistes
| Or                     | Plata                 | Bronze               |
| Elizabeth Becker (USA) | Georgia Coleman (USA) | Laura Sjöqvist (SWE) |

## Resultats

### Primera ronda
Es disputa el 10 d'agost. Les tres primeres saltadores de cada grup passen a la final. Les saltadores realitzen 4 salts obligatoris, 2 des de la palanca de 5 metres i dos des de la de 10 metres.
| Pos. | Saltadors                 | Nació         | Jutges | Jutges | Jutges | Jutges | Jutges | Jutges | Jutges | Jutges | Jutges | Jutges | Punts ordinals | Mitjana de punts |
| Pos. | Saltadors                 | Nació         | NLD    | NLD    | DEU    | DEU    | FRA    | FRA    | GBR    | GBR    | SWE    | SWE    | Punts ordinals | Mitjana de punts |
| Pos. | Saltadors                 | Nació         | PO     | PT     | PO     | PT     | PO     | PT     | PO     | PT     | PO     | PT     | Punts ordinals | Mitjana de punts |
| ---- | ------------------------- | ------------- | ------ | ------ | ------ | ------ | ------ | ------ | ------ | ------ | ------ | ------ | -------------- | ---------------- |
| 1    | Elizabeth Becker-Pinkston | Estats Units  | 1      | 34     | 1      | 31     | 1      | 32     | 1      | 32     | 2      | 31     | 6              | 32,0             |
| 2    | Georgia Coleman           | Estats Units  | 2      | 32     | 2      | 30     | 2      | 31     | 2,5    | 31     | 1      | 33     | 9,5            | 31,4             |
| 3    | Greta Onnela              | Finlàndia     | 3,5    | 29     | 6,5    | 26     | 3      | 28     | 4,5    | 28     | 3,5    | 29     | 21             | 28,0             |
| 4    | Isabelle White            | Regne Unit    | 5      | 27     | 3      | 29     | 4      | 26     | 2,5    | 31     | 8      | 26     | 22,5           | 27,8             |
| 5    | Ingegärd Töpel            | Suècia        | 6      | 26     | 4,5    | 27     | 5,5    | 25     | 4,5    | 28     | 3,5    | 29     | 24             | 27,0             |
| 6    | Edith Nielsen             | Dinamarca     | 7,5    | 25     | 4,5    | 27     | 5,5    | 25     | 6      | 26     | 5,5    | 28     | 29             | 26,2             |
| 7    | Truus Klapwijk            | Països Baixos | 3,5    | 29     | 6,5    | 26     | 7      | 24     | 7,5    | 24     | 7      | 27     | 31,5           | 26,0             |
| 8    | Hjördis Töpel             | Suècia        | 7,5    | 25     | 8      | 25     | 8,5    | 22     | 9      | 23     | 5,5    | 28     | 38,5           | 24,6             |
| 9    | Margret Borgs             | Alemanya      | 9      | 23     | 9      | 24     | 8,5    | 22     | 7,5    | 24     | 9      | 25     | 43             | 23,6             |

| Pos. | Saltadors            | Nació         | Jutges | Jutges | Jutges | Jutges | Jutges | Jutges | Jutges | Jutges | Jutges | Jutges | Punts ordinals | Mitjana de punts |
| Pos. | Saltadors            | Nació         | NLD    | NLD    | DEU    | DEU    | FRA    | FRA    | GBR    | GBR    | SWE    | SWE    | Punts ordinals | Mitjana de punts |
| Pos. | Saltadors            | Nació         | PO     | PT     | PO     | PT     | PO     | PT     | PO     | PT     | PO     | PT     | Punts ordinals | Mitjana de punts |
| ---- | -------------------- | ------------- | ------ | ------ | ------ | ------ | ------ | ------ | ------ | ------ | ------ | ------ | -------------- | ---------------- |
| 1    | Laura Sjöqvist       | Suècia        | 3,5    | 27     | 2      | 30     | 1      | 30     | 1      | 28     | 1      | 31     | 8,5            | 29,2             |
| 2    | Mietje Baron         | Països Baixos | 1      | 29     | 3      | 29     | 2,5    | 29     | 2,5    | 27     | 3      | 28     | 12             | 28,4             |
| 3    | Hanni Rehborn        | Alemanya      | 3,5    | 27     | 1      | 32     | 4      | 27     | 4      | 26     | 2      | 29     | 14,5           | 28,2             |
| 4    | Renée Cretet-Flavier | França        | 3,5    | 27     | 4,5    | 28     | 2,5    | 29     | 2,5    | 27     | 4,5    | 27     | 17,5           | 27,6             |
| 5    | Alida van Leeuwen    | Països Baixos | 3,5    | 27     | 4,5    | 28     | 6      | 25     | 5,5    | 24     | 4,5    | 27     | 24             | 26,2             |
| 6    | Clarita Hunsberger   | Estats Units  | 7      | 23     | 6      | 25     | 5      | 26     | 5,5    | 24     | 6      | 24     | 29,5           | 24,4             |
| 7    | D. Grimes            | Regne Unit    | 6      | 26     | 7      | 22     | 7      | 23     | 7      | 21     | 7,5    | 22     | 34,5           | 22,8             |
| 8    | K. Le Rossignol      | Regne Unit    | 8      | 20     | 8      | 19     | 8      | 18     | 8      | 20     | 7,5    | 22     | 39,5           | 19,8             |

### Final
Es disputa l'11 d'agost.
| Pos. | Saltadors                 | Nació         | Jutges | Jutges | Jutges | Jutges | Jutges | Jutges | Jutges | Jutges | Jutges | Jutges | Punts ordinals | Mitjana de punts |
| Pos. | Saltadors                 | Nació         | NLD    | NLD    | DEU    | DEU    | FRA    | FRA    | GBR    | GBR    | SWE    | SWE    | Punts ordinals | Mitjana de punts |
| Pos. | Saltadors                 | Nació         | PO     | PT     | PO     | PT     | PO     | PT     | PO     | PT     | PO     | PT     | Punts ordinals | Mitjana de punts |
| ---- | ------------------------- | ------------- | ------ | ------ | ------ | ------ | ------ | ------ | ------ | ------ | ------ | ------ | -------------- | ---------------- |
| 1    | Elizabeth Becker-Pinkston | Estats Units  | 1      | 33     | 2,5    | 30     | 1      | 34     | 1,5    | 31     | 3      | 30     | 9              | 31,6             |
| 2    | Georgia Coleman           | Estats Units  | 3      | 30     | 2,5    | 30     | 2      | 31     | 1,5    | 31     | 1,5    | 31     | 10,5           | 30,6             |
| 3    | Laura Sjöqvist            | Suècia        | 4      | 28     | 1      | 31     | 3,5    | 28     | 3,5    | 28     | 1,5    | 31     | 13,5           | 29,2             |
| 4    | Mietje Baron              | Països Baixos | 2      | 31     | 4      | 28     | 3,5    | 28     | 6      | 26     | 5,5    | 26     | 21,0           | 27,8             |
| 5    | Greta Onnela              | Finlàndia     | 5      | 26     | 6      | 23     | 5      | 27     | 5      | 27     | 4      | 27     | 25             | 26,0             |
| 6    | Hanni Rehborn             | Alemanya      | 6      | 24     | 5      | 27     | 6      | 23     | 3,5    | 28     | 5,5    | 26     | 26             | 25,6             |